# Dokument Władysława Hermana dla katedry w Bambergu

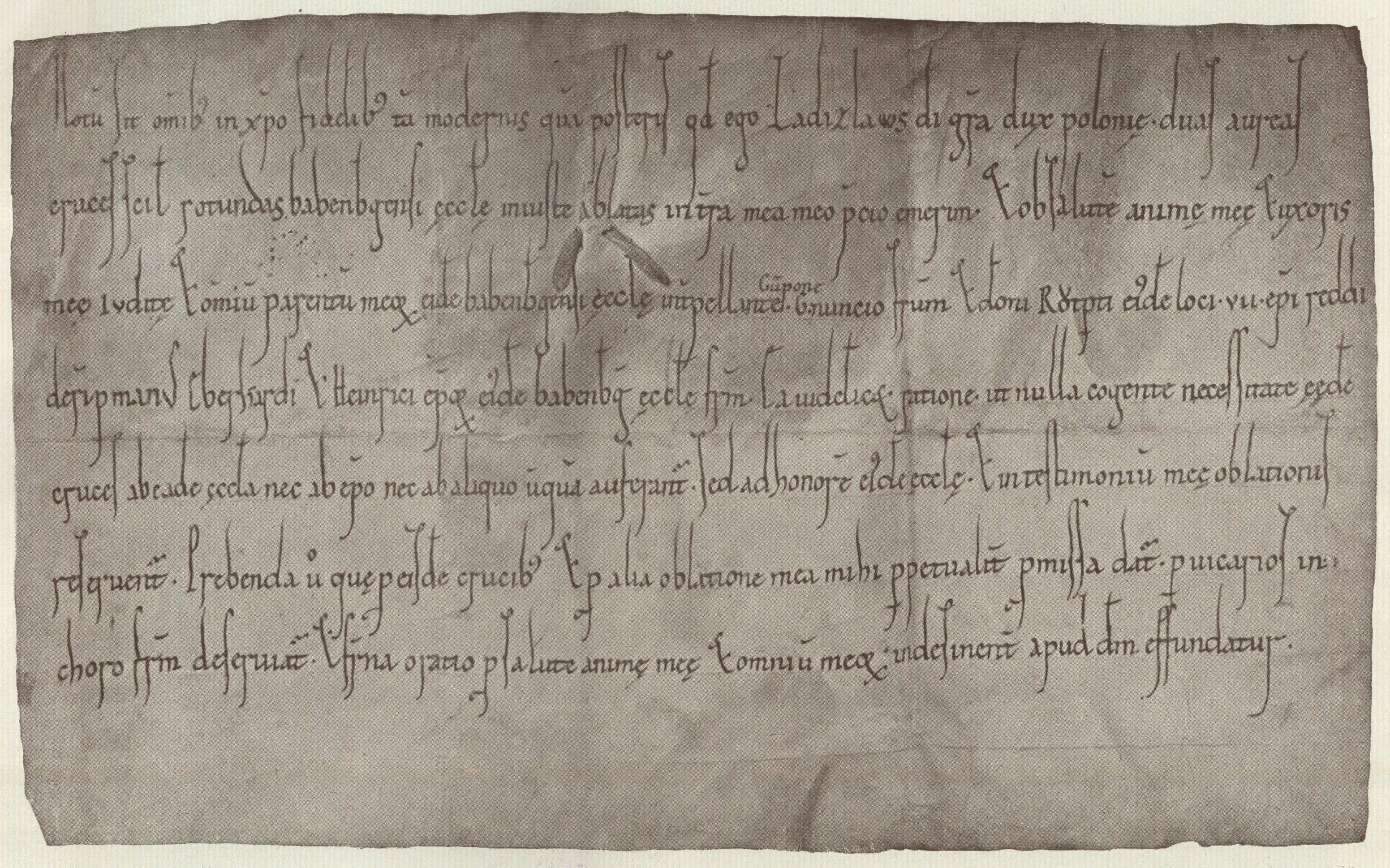
Podobizna dokumentu Władysława Hermana, opublikowana w zbiorze Album Paleographicum (1927).

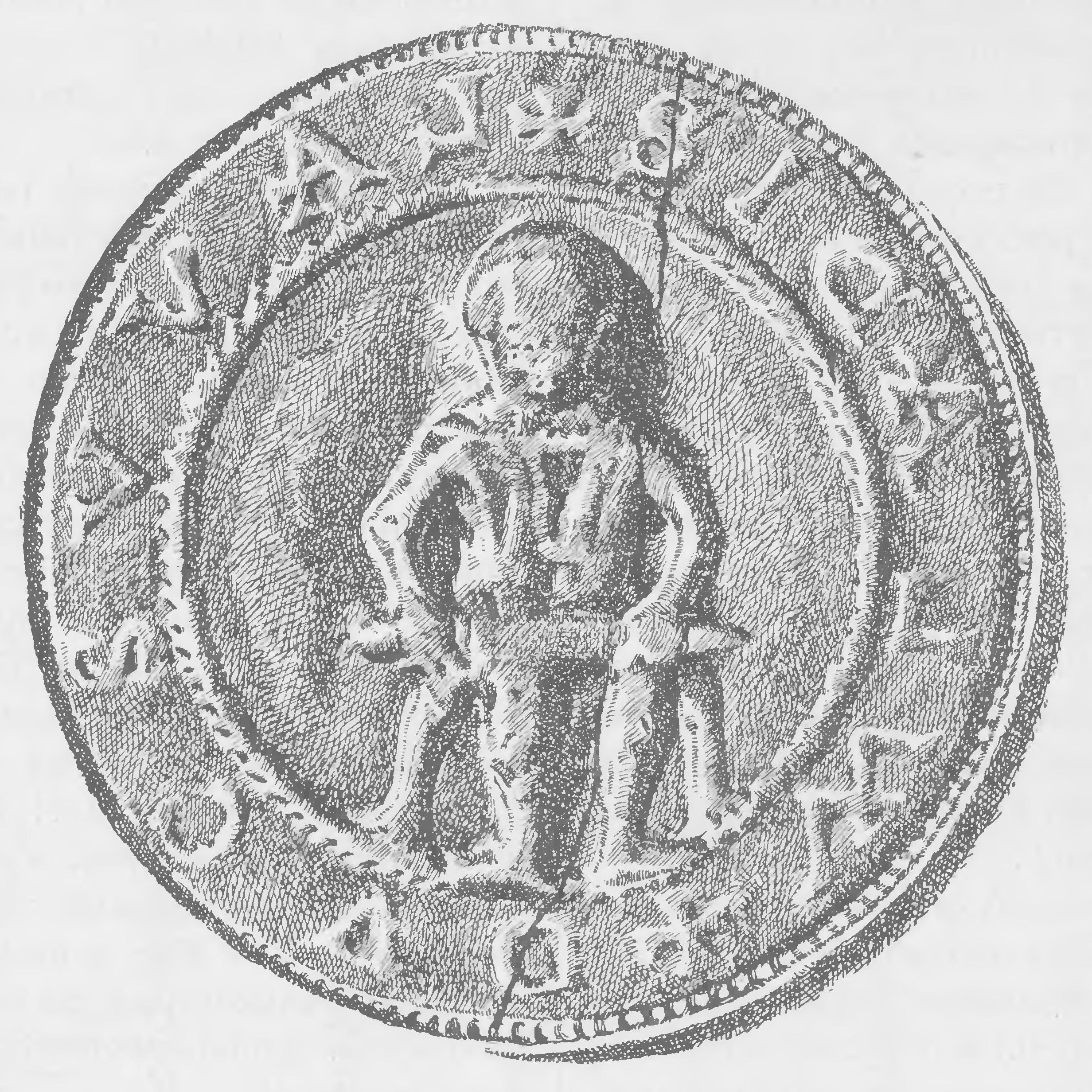
Rekonstrukcja pieczęci, opublikowana przez Franciszka Piekosińskiego (1902).

Dokument Władysława Hermana dla katedry w Bambergu – dokument wystawiony przez Władysława Hermana dla katedry w Bambergu w Bawarii pod koniec XI wieku. Jest to najstarszy zachowany w oryginale dokument wystawiony przez polskiego władcę, zaś dołączona do niego pieczęć stanowi najstarszą znaną pieczęć polskiego władcy.

## Dokument
Dokument został opisany przez Tadeusza Wojciechowskiego w 1902. Również w tym samym 1902 dokładniejszy opis dokumentu opublikował Franciszek Piekosiński.
Dokument sporządzono na pergaminie, prawdopodobnie w kancelarii książęcej w Płocku lub w Krakowie. Posiada on wiele cech typowych dla dokumentów wystawianych w ówczesnych Niemczech, jednak z powodu bliskich związków ówczesnej Polski z Bambergiem tamtejsi duchowni mogli działać przy dworze Hermana i przenosić wzory piśmiennictwa. Przechowywany był w archiwum kapituły bamberskiej, następnie trafił do archiwum państwowego w Monachium.
Dokument nie posiada oryginalnej daty. W niemieckim rejestrze z XIX w. dokument został opisany datą „około 1085”, nie wiadomo jednak, jakie były przesłanki tego datowania. Tadeusz Wojciechowski umieszczał datę powstania dokumentu w latach 1084–1085. Nowsze publikacje przesuwają możliwe datowanie na późniejsze lata: 1087–1095 lub 1100–1102.
Z treści dokumentu wynika, że Władysław Herman zwrócił kościołowi w Bambergu utracone, a następnie wykupione przez księcia, dwa tamtejsze okrągłe krzyże. Dokument nie zawiera informacji, w jakich okolicznościach katedra bamberska utraciła krzyże, ani w jaki sposób książę Władysław je odzyskał. Dokument informuje jedynie, że wykupione zostały na terytorium należącym do Hermana. Fakt wykupu potwierdza również kalendarz katedry w Bambergu, w którym w notce o śmierci Hermana zapisano: „Herman, książę Polski, umarł, który krzyże złote i okrągłe, za 50 funtów odkupione, kościołowi zwrócił”.
Według Tadeusza Wojciechowskiego krzyże mogły być zastawione, zaś zastaw wykupił Herman (złodzieja książę raczej ukarałby śmiercią, nie zaś odkupował od niego skradzione przedmioty). Wedle innej hipotezy mogły zostać one zrabowane około 1076 podczas wyprawy księcia ruskiego na Czechy, wspieranej przez Bolesława Szczodrego. Brak jest informacji, gdzie dokładnie dotarła ta wyprawa, ale mogła znaleźć się na pograniczu niemiecko-czeskim, skąd do Bambergu nie było już daleko.
W zamian za zwrócone krzyże polski książę prosił, by z przyrzeczonej mu bliżej niesprecyzowanej prebendy mogli korzystać wikariusze i aby modlono się nieustannie za duszę księcia i jego krewnych. Zdaniem Romana Michałowskiego Hermana mógł łączyć z katedrą stosunek braterstwa (plena fraternitas), zrównujący osoby niewchodzące w skład kapituły z jej członkami, co było wzorowane na zwyczajach królów i cesarzy Rzeszy.

## Pieczęć
Dokument opatrzony jest dużą pieczęcią majestatyczną z żółtego wosku o średnicy 10 cm. Przedstawia ona władcę siedzącego na tronie z mieczem na kolanach i napisem w otoku „+SIDALW+DVC SVVAL” (pismo odwrócone lustrzane). Pieczęć jest uszkodzona – brakuje mniejszej ułamanej części. Przytwierdzona była skórzanymi paskami na odwrocie dokumentu. Odbita została w rzadziej spotykany sposób, a mianowicie w poprzek, nie zaś zgodnie z pionową osią arkusza.
Pieczęć Władysława Hermana uznawana jest za najstarszą zachowaną pieczęć polskiego władcy. W 2002 Mirosław Andrałojć odkrył w miejscowości Głębokie (pow. gnieźnieński) zachowaną w połowie ołowianą bullę, którą początkowo przypisał Bolesławowi Chrobremu. Jednak dokładniejsze analizy wykazały, że pochodzi z czasów Bolesława Krzywoustego, czyli późniejszych niż pieczęć Hermana (aczkolwiek bywa też przypisywana Bolesławowi Szczodremu).

## Tekst
Treść dokumentu w tłumaczeniu Franciszka Piekosińskiego:

Wiadomo niech będzie wszystkim wiernym w Chrystusie, tak obecnym jako i przyszłym, iż ja Władysław z Bożej łaski książę polski, dwa złote krzyże, a to okrągłe, kościołowi babenberskiemu niesłusznie zabrane, w mojej ziemi za gotowe pieniądze wykupiłem i dla zbawienia duszy mej i żony mej Iudyty i wszystkich moich rodziców temuż kościołowi babenberskiemu na naleganie Gumpona, posłańca braci i pana Routperta, siódmego biskupa tegoż kościoła, zwróciłem na ręce biskupów Eberharda i Henryka, braci tegoż babenberskiego kościoła, a to z tem zastrzeżeniem, aby krom gwałtownej potrzeby krzyże te ani przez biskupa ani przez nikogo innego pomienionemu kościołowi nigdy zabrane nie były, lecz dla czci tegoż kościoła i na świadectwo mojej ofiary przechowane były. Prebenda zaś wieczysta, która dla tych krzyży na podstawie innej mojej ofiary, przyrzeczoną mi została, przez wikariuszy w chórze braci ma być obsługiwaną i modlitwa braci za zbawienie duszy mojej i wszystkich moich ma być bezustannie do Boga zasyłaną.